# NGC 2117
NGC 2117 ist ein offener Sternhaufen im Sternbild Dorado in der Großen Magellanschen Wolke.
Das Objekt wurde am 23. November 1834 von John Herschel entdeckt.